# Deutscher Künstlerverein (Rom)
Der Deutsche Künstlerverein war als Nachfolger der 1813/1814 entstandenen Ponte-Molle-Gesellschaft ein Künstlerverein für deutschsprachige Künstler in Rom, der von 1845 bis 1915 bestand.

## Geschichte

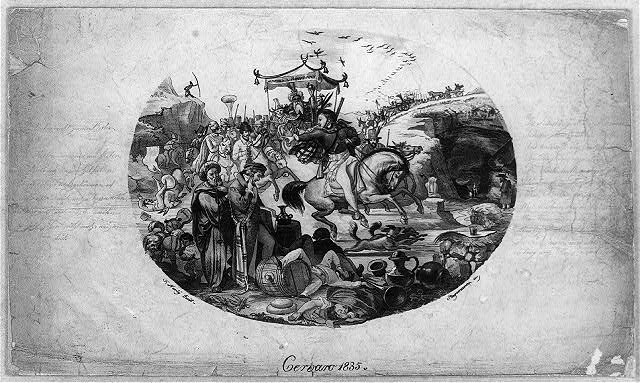
Cervaro, Darstellung eines „orientalischen“ Künstlerzugs zum Biwak bei Torre Cervaro, Friedrich Nerly, 1835

Nach den Befreiungskriegen wuchs die Zahl der Deutschrömer, der deutschen bildenden Künstler und Literaten in Rom, spürbar an und erreichte kurz vor den Revolutionen von 1848/1849 ihren höchsten Stand. Es waren vor allem Maler, Bildhauer und Architekten des Klassizismus und der Romantik, die damals aus vielen Ländern – so auch aus den Staaten des Deutschen Bundes – in die „Ewige Stadt“ zogen, um antike Vorbilder zu studieren. Zu den Pionieren der deutschsprachigen Künstlerschaft Roms gehörten die sogenannten Nazarener, überwiegend katholische Maler, die 1810 aus Wien nach Rom gekommen waren, um das christliche Erbe und die Schöpfungen der Renaissance durch eigene Anschauung zu empfinden. In den folgenden Jahren zogen sie eine wachsende Schar Gleichgesinnter aus den deutschsprachigen Ländern an und bildeten eine Künstlerkolonie.

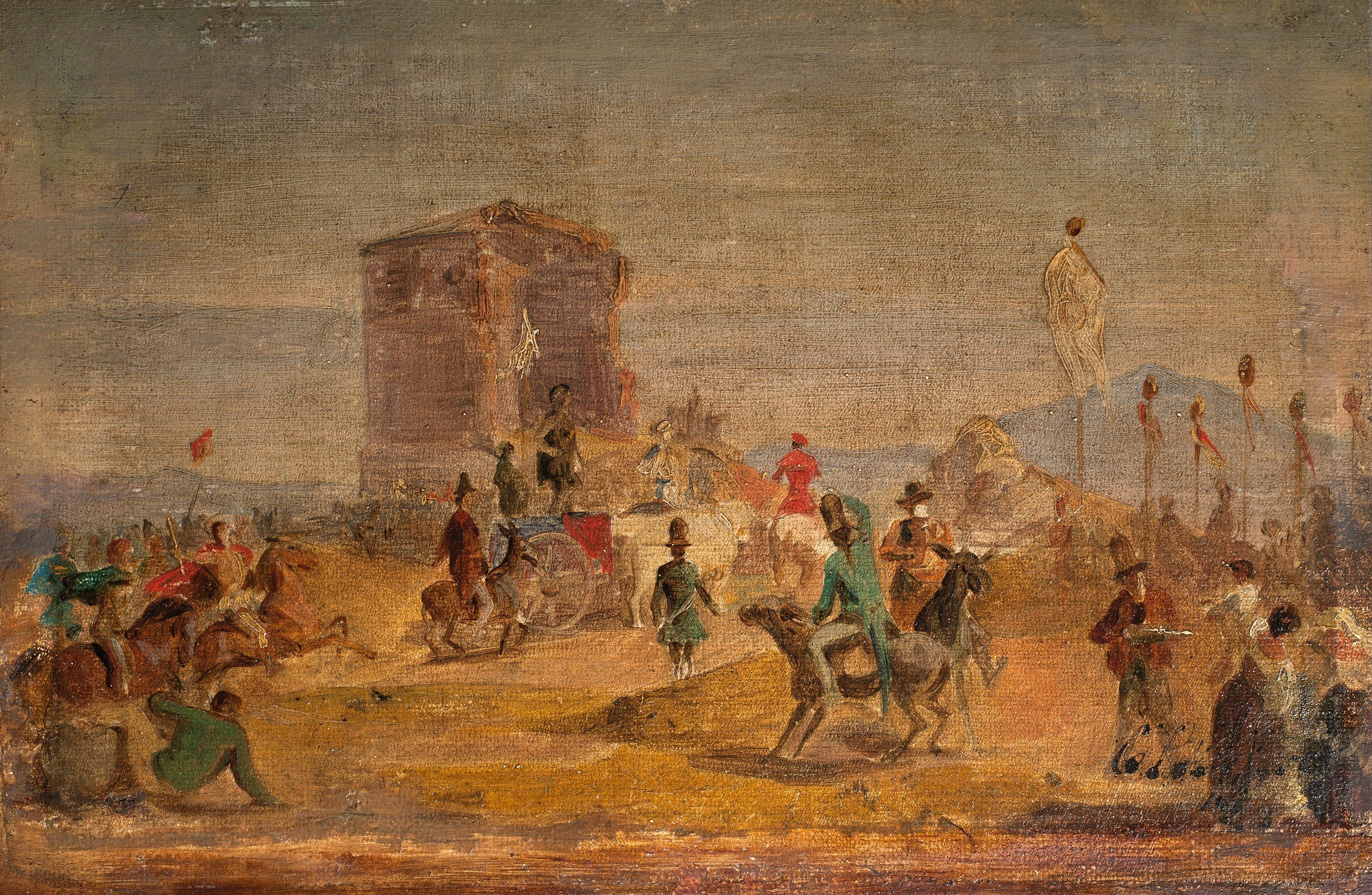
Cervarafest in der Campagna, Studie von Carl Steffeck, um 1841, Alte Nationalgalerie, Berlin

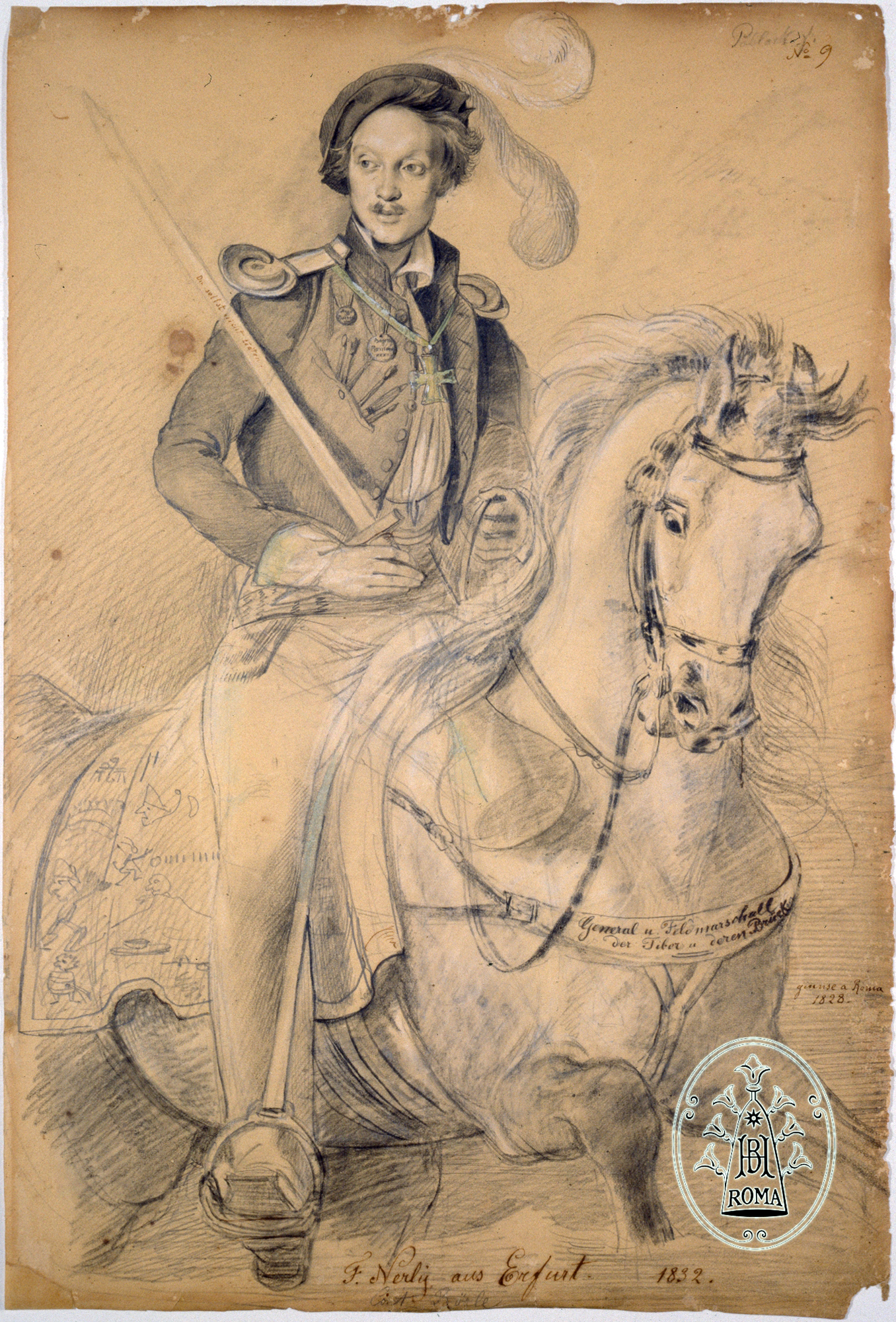
Friedrich Nerly, karnevalistisch verkleidet als „General u. Feldmarschall Der Tiber u. deren Brück“, Zeichnung von Leopold Pollak, 1832

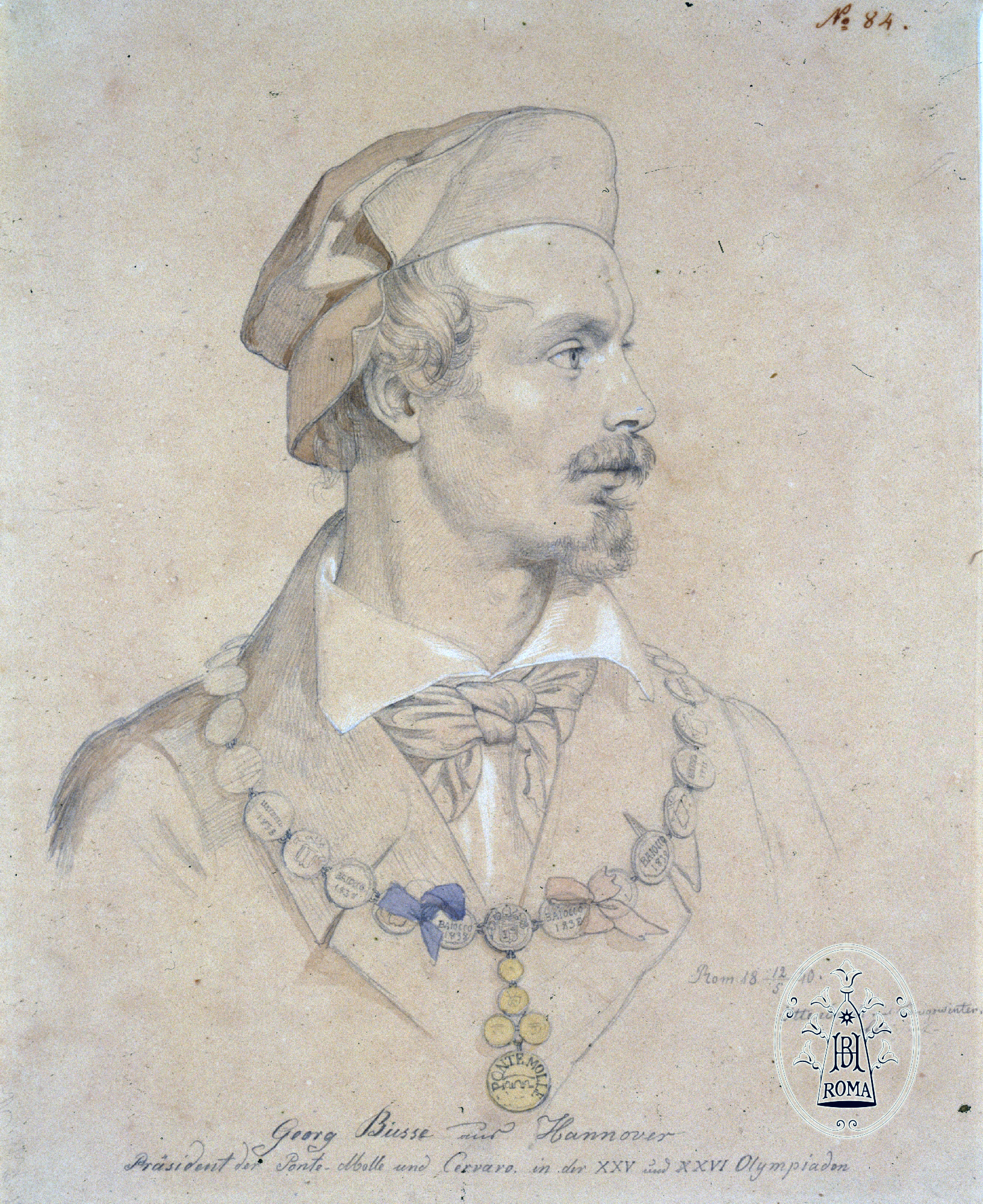
Georg Busse, „Präsident der Ponte Molle und Cervaro in den XXV. und XXVI. Olympiaden“, Zeichnung von Franz Ittenbach, 1840

Unter den Künstlern entstand die Gepflogenheit, Neuankömmlinge an der Milvischen Brücke, dem Ponte Molle, zu empfangen, wobei der Ankommende seinen Freunden zum Einstand ein Fass Wein ausgab. Im Zuge der Institutionalisierung eines Frühlingsfestes der deutschsprachigen Künstler entstand 1813/1814 die Ponte-Molle-Gesellschaft, deren Mitglieder spaßeshalber die Umgangsformen eines Ritterordens annahmen. In Rom wurde diese Gesellschaft bald dadurch bekannt, dass sie jährlich um den 1. Mai einen karnevalistischen Festzug in die Campagna Romana zu den antiken Travertin-Steinbrüchen am Ufer des Aniene bei Tor Cervara (Torre Cervaro) bzw. Ponte Mammolo veranstaltete, wo als „Cervarafest“ bzw. „Cervarofest“ oder – nach dem römischen Volksmund – als „carnevale dei Tedeschi“ ein Biwak mit „Olympischen Spielen“ abgehalten wurde. Auch wurde von Mitgliedern der Gesellschaft eine „Hilfskasse“ organisiert, die verarmte deutsche Künstler vor dem Hungertod bewahren sollte.
Mit dem Ziel, nach dem Vorbild der französischen Académie de France à Rome und deren Villa Medici regelmäßige Ausstellungen und andere Veranstaltungen in eigenen Räumlichkeiten durchführen zu können, bildete sich innerhalb der Ponte-Molle-Gesellschaft ein Zirkel von sechs Vertrauensmännern, der sich im Sommer 1845 zu Beratungen über eine zur Finanzierung des Anliegens erforderliche Reorganisation der Gesellschaft in der Villa Malta traf. Dies waren Johann Martin Wagner, Johannes Riepenhausen, Franz Nadorp, Anton Hallmann, Heinrich Kümmel und Julius Moser. Am 6. November 1845 beschloss die Ponte-Molle-Gesellschaft die von diesem Zirkel entwickelte Satzung, nach der sie fortan als Deutscher Künstlerverein firmierte. Das Gründungsfest im Palazzo Fiano folgte zwei Tage später. Am 8. April 1846 veranstaltete der neue Verein im Palazzo Simonetti an der Via del Corso seine erste größere Ausstellung. Dort richtete sich der Verein, der 1846/1847 über 260 Mitglieder verfügte, darunter 163 ordentliche, auf der Basis eines dauerhaften Mietvertrages fest ein. Er bot Mitgliedern und deren Gästen täglich Gelegenheit zu Zeitungslektüre und Abendgesellschaften und lud nicht nur zu Kunstausstellungen ein, sondern auch zu Festen, Tanzveranstaltungen, Konzerten und Liederabenden. Aus Nachlässen des Malers Johann Christian Reinhart und des preußischen Prinzen Heinrich baute er eine beachtliche Bibliothek auf, die noch heute erhalten und in der Casa di Goethe zu nutzen ist. An den Aktivitäten des Deutschen Künstlervereins nahmen auch Künstler aus nicht-deutschen Ländern teil, so der Schweizer Bildhauer Ferdinand Schlöth.
Im Laufe der Zeit musste der Verein als Folge sinkender Mitgliederzahlen und -beiträge mehrfach die Adresse wechseln. Wegen des Deutschen Kriegs sank die Zahl der Mitglieder durch ein Ausscheiden vieler Österreicher und Süddeutscher im Jahr 1866 auf ein halbes Hundert, so dass er sich nur noch bescheidenere Räume im Palazzo Poli leisten konnte und – zum Leidwesen der Römer und ihrer internationalen Künstlerschaft – um 1870 die Ausrichtung des „Cervarofestes“ aufgab. 1884 zog der Verein in den Palazzo Pacca und dann in unzureichende Räumlichkeiten des Palazzo Torlonia. Von 1889 bis 1915 war er im Palazzo Serlupi in der Nähe des Pantheon untergebracht. Zeitweise erfuhr er finanzielle Unterstützung aus den Privatschatullen Wilhelms I. und Friedrichs III.
In den 1870er Jahren bemühte sich der Deutsche Künstlerverein unter Einschaltung des deutschen Botschafters Robert von Keudell, das Deutsche Reich zur Errichtung eines „deutschen Künstlerhauses“ und einer „römischen Akademie“ des Deutschen Reiches in Rom zu bewegen. Hierzu wurde vorgeschlagen, den Palazzo Zuccari zu erwerben. Der Plan scheiterte 1879 am Widerstand des Reichstags, der auf Betreiben des Zentrumsabgeordneten Peter Reichensperger die dazu notwendigen Mittel nicht bewilligen wollte.
1896 berichtete die Zeitschrift Die Kunst für Alle, dass der Deutsche Künstlerverein „zu einer Art Honoratiorenstube oder Stammtisch für nichtkünstlerische, ja den Kunstinteressen teilweise fremd oder verständnislos gegenüberstehende Elemente geworden“ sei. Diese Beobachtung hatte der in Rom lebende Romancier Konrad Telmann, Gatte der im Künstlerverein ausstellenden Malerin Hermione von Preuschen, durch seinen 1896 veröffentlichten Roman Unter römischem Himmel publik gemacht, indem er „gewisse Typen“ des Vereins in seinem Werk beschrieb. Ostentativ wurde ihm sodann die Aufnahme in den Verein verweigert. In der Folge des Zwistes, über den die Presse ausführlich berichtete, traten sämtliche Korrespondenten deutscher Blätter aus dem Verein aus. Ferner blieben die in Rom ansässigen deutschen Künstler dem Verein monatelang fern und so die Nichtkünstler unter sich.
Im Jahr 1915 – mit der Beendigung des Dreibunds durch Italien und dessen Eintritt in den Ersten Weltkrieg – musste der Verein ebenso wie andere Einrichtungen des deutschrömischen Kulturbetriebs, etwa die erst 1913 eröffnete Deutsche Akademie Rom Villa Massimo, schließen. Zwar regte er sich als einer der ersten deutschen Vereine 1924 wieder, dennoch übernahm die „Deutsche Vereinigung“ die 1915 beschlagnahmten Bestände des aufgelösten Vereins.
Seit 2012 befinden sich Bibliothek und Nachlass des Deutschen Künstlervereins in der Sammlung der Casa di Goethe. Sie wurden für einen Online-Katalog erschlossen, der der Öffentlichkeit zur Verfügung steht.